# 100 mètres masculin aux Jeux olympiques de 1904 (athlétisme)
Pour un article plus général, voir Athlétisme aux Jeux olympiques de 1904.
Navigation
Paris 1900 Londres 1908
L'épreuve du 100 mètres masculin aux Jeux olympiques de 1904 s'est déroulée le  3 septembre 1904, au Francis Field. Elle est remportée par l'Américain Archie Hahn, favori ayant déjà remporté le 60 m et le 200 m.

## Résultats

### Premier tour
Il y a trois séries qui qualifient chacune deux sprinteurs pour la finale.
Série 1
Série 2
Série  3

### Finale
| Rang               | Athlète            | Pays       | Temps  |
| ------------------ | ------------------ | ---------- | ------ |
| Médaille d'or      | Archie Hahn        | États-Unis | 11 s 0 |
| Médaille d'argent  | Nate Cartmell      | États-Unis | 11 s 2 |
| Médaille de bronze | William Hogenson   | États-Unis | 11 s 2 |
| 4                  | Fay Moulton        | États-Unis | 12 s 1 |
| 5                  | Frederick Heckwolf | États-Unis |        |
| 6                  | Lawson Robertson   | États-Unis |        |

## Légende
Records et Performances
- AR : Record continental (area record)
- CR : Record des championnats (championship record)
- MR : Record du meeting (meet record)
- NR : Record national (national record)
- OR : Record olympique (olympic record)
- PR : Record paralympique (paralympic record)
- PB : Record personnel (personal best)
- SB : Meilleure performance personnelle de la saison (season's best)
- WL : Meilleure performance mondiale de l'année (world leader)
- WJR : Record du monde junior (world junior record)
- WR : Record du monde (world record)

Circonstances et Conditions
- DNF : N'a pas terminé (did not finish)
- DNS : N'a pas pris le départ (did not start)
- DQ : Disqualification (disqualification)
- NM : Aucun essai valable enregistré (No Mark)
- Q : Qualifié « directement » au prochain tour (ou à la prochaine compétition), lors d'une compétition majeure, grâce au classement ou à la réalisation des minima (automatic qualifier)
- q : Qualifié au prochain tour (ou à la prochaine compétition), lors d'une compétition majeure, grâce au repêchage ou à la réalisation de l'une des meilleures performances parmi celles des « non qualifiés directement » (grâce au meilleur temps ou à la meilleure distance par exemple) (secondary qualifier)